# Rajd Francji 2005
Rezultaty Rajdu Korsyki w 2005 roku, który odbył się w dniach 21 października – 23 października:

## Klasyfikacja końcowa
| Lp.      | Zawodnik          | Pilot                | Samochód                 | Czas        | Różnica    | Śred. pręd. | Grupa | Pkt. |
| -------- | ----------------- | -------------------- | ------------------------ | ----------- | ---------- | ----------- | ----- | ---- |
| 1°       | Sebastien Loeb    | Daniel Elena         | Citroën Xsara WRC        | 3:35:46.7   | 0.0        | 94,9 km/h   | A8 M  | 10   |
| 2°       | Toni Gardemeister | Jakke Honkanen       | Ford Focus RS WRC '04    | 3:37:38.4   | +1:51.7    | 94,1 km/h   | A8 M  | 8    |
| 3°       | Petter Solberg    | Phil Mills           | Subaru Impreza WRC '05   | 3:38:28.7   | +2:42.0    | 93,8 km/h   | A8 M  | 6    |
| 4°       | Stéphane Sarrazin | Denis Giraudet       | Subaru Impreza WRC '05   | 3:39:20.9   | + 3:34.2   | 93,4 km/h   | A8 M  | 5    |
| 5°       | Roman Kresta      | Jan Tománek          | Ford Focus RS WRC '04    | 3:41:08.2   | +5:21.5    | 92,6 km/h   | A8 M  | 4    |
| 6°       | Alexandre Bengué  | Caroline Escudero    | Škoda Fabia WRC          | 3:41:14.5   | +5:27.8    | 92,6 km/h   | A8 M  | 3    |
| 7°       | Xavier Pons       | Carlos del Barrio    | Citroën Xsara WRC        | 3:41:28.5   | +5:41.8    | 92,5 km/h   | A8    | 2    |
| 8°       | Nicolas Bernardi  | Jean-Marc Fortin     | Peugeot 307 WRC          | 3:42:18.8   | +6:32.1    | 92,2 km/h   | A8 M  | 1    |
|          |                   |                      |                          |             |            |             |       |      |
| 10°      | Harri Rovanperä   | Risto Pietiläinen    | Mitsubishi Lancer WRC 05 | 3:45:09.2   | +9:22.5    | 91,0 km/h   | A8 M  |      |
| JWRC     |                   |                      |                          |             |            |             |       |      |
| 1° (14°) | Mirco Baldacci    | Giovanni Bernacchini | Fiat Punto S1600         | 3:56:29.6   | 0.0        | 86,6 km/h   | A6    | 10   |
| 2° (15°) | Dani Sordo        | Marc Martí           | Citroën C2 S1600         | 3: 58: 58.2 | + 2: 28.6  | 85,7 km/h   | A6    | 8    |
| 3° (17°) | Kosti Katajamäki  | Timo Alanne          | Suzuki Ignis S1600       | 4: 00: 37.8 | + 4: 08.2  | 85,1 km/h   | A6    | 6    |
| 4° (19°) | Urmo Aava         | Kuldar Sikk          | Suzuki Ignis S1600       | 4: 04: 48.5 | + 8: 18.9  | 83,7 km/h   | A6    | 5    |
| 5° (20°) | Conrad Rautenbach | Carl Williamson      | Citroën C2 S1600         | 4: 04: 54.2 | + 8: 24.7  | 83,7 km/h   | A6    | 4    |
| 6° (21°) | Luca Cecchettini  | Antonio Morassi      | Fiat Punto S1600         | 4: 06: 10.9 | + 9: 41.3  | 83,2 km/h   | A6    | 3    |
| 7° (22°) | Martin Prokop     | Petr Gross           | Suzuki Ignis S1600       | 4: 06: 34.0 | + 10: 04.4 | 83,1 km/h   | A6    | 2    |
| 8° (25°) | Kris Meeke        | Glenn Patterson      | Citroën C2 S1600         | 4: 13: 44.3 | + 17: 14.7 | 80,3 km/h   | A6    | 1    |

1. ↑  Litera M przy oznaczeniu grupy do której należy samochód oznacza, iż tylko ci kierowcy zdobywali punkty dla swoich zespołów liczonych w klasyfikacji producentów na koniec sezonu.

## Zwycięzcy odcinków specjalnych
| Numer | Nazwa                          | Zwycięzca          |
| ----- | ------------------------------ | ------------------ |
| OS1   | Ampaza – Col St Eustache 1     | S. LOEB / D. ELENA |
| OS2   | Aullene – Arbellara 1          | S. LOEB / D. ELENA |
| OS3   | Ampaza – Col St Eustache 2     | S. LOEB / D. ELENA |
| OS4   | Aullene – Arbellara 2          | S. LOEB / D. ELENA |
| OS5   | Vico – Col De Sarzoggiu 1      | S. LOEB / D. ELENA |
| OS6   | Ucciani – Bastelica 1          | S. LOEB / D. ELENA |
| OS7   | Vico – Col De Sarzoggiu 2      | S. LOEB / D. ELENA |
| OS8   | Ucciani – Bastelica 2          | S. LOEB / D. ELENA |
| OS9   | Acqua Doria – Serra Di Ferro 1 | S. LOEB / D. ELENA |
| OS10  | Pont De Calzola – Agosta 1     | S. LOEB / D. ELENA |
| OS11  | Acqua Doria – Serra Di Ferro 2 | S. LOEB / D. ELENA |
| OS12  | Pont De Calzola – Agosta 2     | S. LOEB / D. ELENA |

## Klasyfikacja po 14 rundach
Tabele przedstawiają tylko pięć pierwszych miejsc.

### Kierowcy
| Lp. | Kierowca          | Pkt |
| --- | ----------------- | --- |
| 1   | Sébastien Loeb    | 117 |
| 2   | Petter Solberg    | 71  |
| 3   | Marcus Grönholm   | 71  |
| 4   | Toni Gardemeister | 58  |
| 5   | Markko Märtin     | 53  |

### Producenci
| Lp. | Producent                | Pkt |
| --- | ------------------------ | --- |
| 1   | Citroën Total            | 160 |
| 2   | Malboro Peugeot Total    | 130 |
| 3   | BP Ford World Rally Team | 93  |
| 4   | Subaru World Rally Team  | 89  |
| 5   | Mitsubishi Motors        | 59  |